# Carlos Curbelo (homme politique)
Cet article concerne l'homme politique américain. Pour le footballeur, voir Carlos Curbelo.
Carlos Luis Curbelo, né le 1er mars 1980 à Miami (Floride), est un homme politique américain, membre du Parti républicain et élu de Floride à la Chambre des représentants des États-Unis de 2015 à 2019.

## Biographie

### Jeunesse et débuts en politique
Carlos Curbelo est originaire de Miami. Ses parents ont quitté Cuba dans les années 1960 pour échapper au régime castriste. Il étudie à la Belen Jesuit Preparatory School (en) puis à l'université de Miami, où il obtient un bachelor of arts en 2002, puis un master en 2011.
Il fait partie de l'équipe du sénateur George LeMieux de 2009 à 2011. De 2010 à 2015, il est membre de la commission des écoles du comté de Miami-Dade.

### Représentant des États-Unis

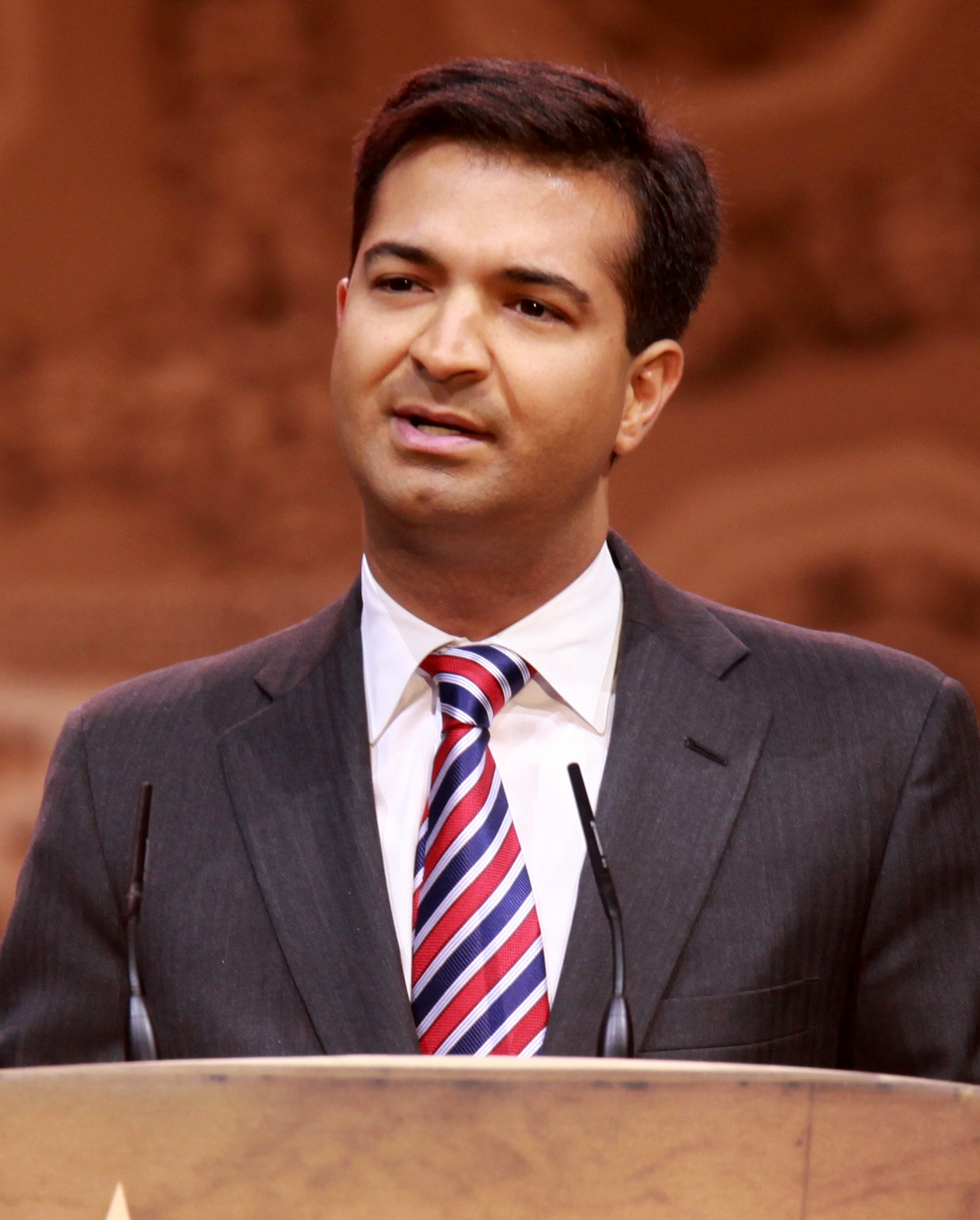
Curbelo à la CPAC de 2014.

Lors des élections de 2014, il se présente à la Chambre des représentants des États-Unis dans le 26e district de Floride. La circonscription s'étend des banlieues de Miami à Key West. Il s'agit d'un swing district alternant entre démocrates et républicains. Il remporte l'élection avec 51,5 % des voix face au démocrate sortant Joe Garcia (en).
En 2016, les districts de Floride sont modifiés à la suite d'une décision de la Cour suprême de l'État. Son district devient davantage démocrate. Curbelo est cependant candidat à sa réélection. Il est souvent classés parmi les représentants les plus vulnérables du Congrès. Il doit à nouveau affronter Joe Garcia, qui remporte la primaire démocrate face à la favorite du parti. Durant la campagne, il refuse de soutenir Donald Trump (dans un district majoritairement hispanique) et critique Garcia pour son soutien au président Obama sur le rapprochement avec Cuba. Il attaque également le démocrate en rappelant que son ancien directeur de campagne a été emprisonné pour avoir tenté de frauder aux élections (en envoyant des votes par procuration à des électeurs n'en ayant pas demandé). Le 8 novembre 2016, il est réélu en rassemblant 53 % des voix contre 41 % pour Garcia et 6 % pour Jose Peixoto, un indépendant pro-Trump. Le même jour, Hillary Clinton remporte la circonscription avec 16 points d'avance sur Trump.
Lors des élections de 2018, il affronte la démocrate Debbie Mucarsel-Powell, qui l'attaque principalement pour son vote en faveur de l'abrogation de l'Obamacare. D'abord donné favori par les sondages, son avance se resserre à l'approche des élections. Emporté par la « vague bleue » nationale, il est battu de justesse en rassemblant 49,1 % des voix contre 50,9 % pour Mucarsel-Powell.

### Vie privée
Il est marié à Cecilia Lowell, sœur de Mike Lowell. Ils ont ensemble deux enfants.

## Positions politiques
Curbelo est souvent considéré comme un républicain modéré,. Il est l'un des élus les plus bipartisans du Congrès. Il est conservateur sur les questions fiscales.
Il est opposé à l'avortement, se considérant comme « pro-vie » . Il est l'un des sept congressistes républicains à se prononcer en faveur du mariage entre couples du même sexe dans un amicus brief lors de l'affaire Obergefell v. Hodges. Il est également l'un des rares républicains à croire au changement climatique et supporte des mesures en faveur de la protection de l'environnement,. Il propose notamment une taxe sur les émissions de dioxyde de carbone.
Il est en faveur d'une réforme de l'immigration et soutient le DREAM Act. En juin 2016, il dépose avec Mike Coffman (lui aussi considéré comme un républicain vulnérable lors des élections de novembre) le projet de loi Recognizing American Children Act permettant aux enfants entrés illégalement aux États-Unis avant 2010 d'être régularisés.
Il refuse de soutenir Donald Trump pour l'élection présidentielle de 2016.